# Titoli e onorificenze di Elisabetta II del Regno Unito
Questa è una lista di titoli, decorazioni, onori ed ordini di Elisabetta II del Regno Unito. Se sono indicate due date, la prima indica la data in cui il titolo fu assegnato, mentre la seconda indica il giorno della sua perdita. Molti titoli furono persi al momento in cui le colonie divennero stati indipendenti; altri sono stati persi quando la regina salì al trono ottenendo titoli di più alto rango.

## Titoli reali e nobiliari
I titoli detenuti da Elisabetta II in ognuno dei suoi regni erano:

### Europa
Regno Unito di Gran Bretagna e Irlanda del Nord: 
Titoli
29 maggio 1953 – 8 settembre 2022:
- inglese: Her Majesty Elizabeth the Second, by the Grace of God, of the United Kingdom of Great Britain and Northern Ireland and of Her other Realms and Territories Queen, Head of the Commonwealth, Defender of the Faith
- latino: Elizabeth II, Dei Gratia Britanniarum Regnorumque Suorum Ceterorum Regina, Consortionis Populorum Princeps, Fidei Defensor
- gallese: Elizabeth yr Ail, trwy Ras Duw, o Deyrnas Unedig Prydain Fawr a Gogledd Iwerddon a'i Theyrnasoedd a'i Thiriogaethau eraill, Brenhines, Pennaeth y Gymanwlad, Amddiffynnydd y Ffydd
- italiano: Sua Maestà Elisabetta II, per la Grazia di Dio, del Regno Unito di Gran Bretagna e Irlanda del Nord e degli altri Suoi Reami e Territori Regina, Capo del Commonwealth, Difensore della Fede

6 febbraio 1952 – 28 maggio 1953:
- inglese: Her Majesty Elizabeth the Second, by the Grace of God, of Great Britain, Ireland and the British Dominions beyond the Seas Queen, Defender of the Faith
- latino: Elizabeth II, Dei Gratia Magnae Britanniae, Hiberniae et terrarum transmarinarum quae in ditione sunt Britannica Regina, Fidei Defensor
- italiano: Sua Maestà Elisabetta II, per la Grazia di Dio, di Gran Bretagna, Irlanda e dei Domini Britannici d'Oltremare Regina, Difensore della Fede

20 novembre 1947 – 6 febbraio 1952:
- inglese: Her Royal Highness The Princess Elizabeth, Duchess of Edinburgh
- italiano: Sua Altezza Reale la Principessa Elisabetta, Duchessa di Edimburgo 

11 dicembre 1936 – 20 novembre 1947:
- inglese: Her Royal Highness The Princess Elizabeth
- italiano: Sua Altezza Reale la Principessa Elisabetta

21 aprile 1926 – 11 dicembre 1936:
- inglese: Her Royal Highness Princess Elizabeth of York
- italiano: Sua Altezza Reale Principessa Elisabetta di York

 Guernsey: 
6 febbraio 1952 – 8 settembre 2022:
ufficialmente:
- inglese: The Queen in the right of Guernsey
- italiano: La Regina nel diritto di Guernsey

non ufficialmente:
- inglese: Duke of Normandy
- italiano: Duca di Normandia

 Isola di Man:
6 febbraio 1952 – 8 settembre 2022:
- inglese: Lord of Man
- italiano: Signore di Man

 Jersey:
6 febbraio 1952 – 8 settembre 2022:
ufficialmente:
- inglese: The Queen in the right of Jersey
- italiano: La Regina nel diritto di Jersey

non ufficialmente:
- inglese: Duke of Normandy
- italiano: Duca di Normandia

### America
Antigua e Barbuda:
1982 – 8 settembre 2022:
- inglese: Her Majesty Elizabeth the Second, by the Grace of God, Queen of Antigua and Barbuda and of Her other Realms and Territories, Head of the Commonwealth
- italiano: Sua Maestà Elisabetta II, per la Grazia di Dio, Regina di Antigua e Barbuda e degli altri Suoi Reami e Territori, Capo del Commonwealth

 Bahamas:
1973 – 8 settembre 2022:
- inglese: Her Majesty Elizabeth the Second, by the Grace of God, Queen of the Commonwealth of The Bahamas and of Her other Realms and Territories, Head of the Commonwealth
- italiano: Sua Maestà Elisabetta II, per la Grazia di Dio, Regina del Commonwealth delle Bahamas e degli altri Suoi Reami e Territori, Capo del Commonwealth

 Belize:
1981 – 8 settembre 2022:
- inglese: Her Majesty Elizabeth The Second, by the Grace of God, Queen of Belize and of Her Other Realms and Territories, Head of the Commonwealth
- italiano: Sua Maestà Elisabetta II, per la Grazia di Dio, Regina di Belize e degli altri Suoi Reami e Territori, Capo del Commonwealth

 Canada:
6 febbraio 1952 – 28 maggio 1953:
- inglese: Her Majesty Elizabeth the Second, by the Grace of God, of Great Britain, Ireland and the British Dominions beyond the Seas Queen, Defender of the Faith
- italiano: Sua Maestà Elisabetta II, per la Grazia di Dio, di Gran Bretagna, Irlanda e dei Domini Britannici d'Oltremare Regina, Difensore della Fede

28 maggio 1953 – 8 settembre 2022:
- inglese: Her Majesty Elizabeth the Second, by the Grace of God, of the United Kingdom, Canada and Her other Realms and Territories Queen, Head of the Commonwealth, Defender of the Faith
- francese: Sa Majesté Elizabeth Deux, par la grâce de Dieu, Reine du Royaume-Uni, du Canada et de ses autres royaumes et territoires, Chef du Commonwealth, Défenseur de la Foi
- italiano: Sua Maestà Elisabetta II, per la Grazia di Dio, del Regno Unito, del Canada e degli altri Suoi Reami e Territori Regina, Capo del Commonwealth, Difensore della Fede

Note
- In alcuni casi, come per il giuramento, il titolo canadese di Elisabetta è abbreviato a Sua Maestà la Regina Elisabetta II, Regina del Canada
- In alcuni vecchi documenti in francese, il nome di Elisabetta è scritto come "Élisabeth"

 Grenada:
1974 – 8 settembre 2022:
- inglese: Her Majesty Elizabeth the Second, by the Grace of God, Queen of the United Kingdom of Great Britain and Northern Ireland and of Grenada and Her other Realms and Territories, Head of the Commonwealth
- italiano: Sua Maestà Elisabetta II, per la Grazia di Dio, Regina del Regno Unito di Gran Bretagna e Irlanda del Nord e di Grenada e degli altri Suoi Reami e Territori, Capo del Commonwealth

 Giamaica:
1962 – 8 settembre 2022:
- inglese: Her Majesty Elizabeth the Second, by the Grace of God, Queen of Jamaica and of Her other Realms and Territories, Head of the Commonwealth
- italiano: Sua Maestà Elisabetta II, per la Grazia di Dio, Regina di Giamaica e degli altri Suoi Reami e Territori, Capo del Commonwealth

 Saint Kitts e Nevis:
1983 – 8 settembre 2022:
- inglese: Her Majesty Elizabeth the Second, by the Grace of God, Queen of Saint Christopher and Nevis and of Her other Realms and Territories, Head of the Commonwealth
- italiano: Sua Maestà Elisabetta II, per la Grazia di Dio, Regina di San Christopher e Nevis e degli altri Suoi Reami e Territori, Capo del Commonwealth

 Saint Lucia:
1979 – 8 settembre 2022:
- inglese: Her Majesty Elizabeth the Second, by the Grace of God, Queen of Saint Lucia and of Her other Realms and Territories, Head of the Commonwealth
- italiano: Sua Maestà Elisabetta II, per la Grazia di Dio, Regina di Santa Lucia e degli altri Suoi Reami e Territori, Capo del Commonwealth

 Saint Vincent e Grenadine:
1979 – 8 settembre 2022:
- inglese: Her Majesty Elizabeth the Second, by the Grace of God, Queen of Saint Vincent and the Grenadines and of Her other Realms and Territories, Head of the Commonwealth
- italiano: Sua Maestà Elisabetta II, per la Grazia di Dio, Regina di San Vincenzo e le Grenadine e degli altri Suoi Reami e Territori, Capo del Commonwealth

### Oceania
Australia:
6 febbraio 1952 – 3 aprile 1953:
- inglese: Her Majesty Elizabeth the Second, by the Grace of God, of Great Britain, Ireland and the British Dominions beyond the Seas Queen, Defender of the Faith
- italiano: Sua Maestà Elisabetta II, per la Grazia di Dio, di Gran Bretagna, Irlanda e dei Domini Britannici d'Oltremare Regina, Difensore della Fede

3 aprile 1953 – 19 ottobre 1973:
- inglese: Her Majesty Elizabeth the Second, by the Grace of God, of the United Kingdom, Australia and Her other Realms and Territories Queen, Head of the Commonwealth, Defender of the Faith
- italiano: Sua Maestà Elisabetta II, per la Grazia di Dio, del Regno Unito, Australia e degli altri Suoi Reami e Territori Regina, Capo del Commonwealth, Difensore della Fede

19 ottobre 1973 – 8 settembre 2022:
- inglese: Her Majesty Elizabeth the Second, by the Grace of God, Queen of Australia and Her other Realms and Territories, Head of the Commonwealth
- italiano: Sua Maestà Elisabetta II, per la Grazia di Dio, Regina d'Australia e degli altri Suoi Reami e Territori, Capo del Commonwealth

 Isole Salomone:
7 luglio 1978 – 1º novembre 2013:
- inglese: Her Majesty Elizabeth the Second, by the Grace of God, of the United Kingdom of Great Britain and Northern Ireland and of Her other Realms and Territories Queen, Head of the Commonwealth, Defender of the Faith
- italiano: Sua Maestà Elisabetta II, per la Grazia di Dio, del Regno Unito di Gran Bretagna e Irlanda del Nord e degli altri Suoi Reami e Territori Regina, Capo del Commonwealth, Difensore della Fede

1º novembre 2013 – 8 settembre 2022:
- inglese: Her Majesty Elizabeth the Second, Queen of Solomon Islands and of Her other Realms and Territories, Head of the Commonwealth
- italiano: Sua Maestà Elisabetta II, Regina delle Isole Salomone e degli altri Suoi Reami e Territori, Capo del Commonwealth

 Nuova Zelanda:
6 febbraio 1952 – 3 aprile 1953:
- inglese: Her Majesty Elizabeth the Second, by the Grace of God, of Great Britain, Ireland and the British Dominions beyond the Seas Queen, Defender of the Faith
- italiano: Sua Maestà Elisabetta II, per la Grazia di Dio, di Gran Bretagna, Irlanda e dei Domini Britannici d'Oltremare Regina, Difensore della Fede

3 aprile 1953 – 6 febbraio 1974:
- inglese: Her Majesty Elizabeth the Second, by the Grace of God, of the United Kingdom, New Zealand and Her Other Realms and Territories Queen, Head of the Commonwealth, Defender of the Faith
- italiano: Sua Maestà Elisabetta II, per la Grazia di Dio, del Regno Unito, Nuova Zelanda e degli altri Suoi Reami e Territori Regina, Capo del Commonwealth, Difensore della Fede

6 febbraio 1974 – 8 settembre 2022: 
- inglese: Her Majesty Elizabeth the Second, by the Grace of God, Queen of New Zealand and Her Other Realms and Territories, Head of the Commonwealth, Defender of the Faith
- italiano: Sua Maestà Elisabetta II, per la Grazia di Dio, Regina di Nuova Zelanda e degli altri Suoi Reami e Territori, Capo del Commonwealth, Difensore della Fede

 Papua Nuova Guinea:
1975 – 8 settembre 2022:
- inglese: Her Majesty Elizabeth the Second, by the Grace of God, Queen of Papua New Guinea and of Her other Realms and Territories, Head of the Commonwealth
- italiano: Sua Maestà Elisabetta II, per la Grazia di Dio, Regina di Papua Nuova Guinea e degli altri Suoi Reami e Territori, Capo del Commonwealth

 Tuvalu:
1978 – 8 settembre 2022:
- inglese: Her Majesty Elizabeth the Second, by the Grace of God, Queen of Tuvalu and of Her other Realms and Territories, Head of the Commonwealth
- italiano: Sua Maestà Elisabetta II, per la Grazia di Dio, Regina di Tuvalu e degli altri Suoi Reami e Territori, Capo del Commonwealth

## Titoli non ufficiali

### Oceania
Figi:
- figiano: Ilisapeci-Na Radi ni Viti kei Peritania
- inglese: Elizabeth, Queen of Fiji and Great Britain, Paramount Chief of the Fijian Islands
- italiano: Elisabetta, Regina di Figi e Gran Bretagna, Capo Supremo delle Isole Figi

 Nuova Zelanda:
- māori: Kotuku
- inglese: The White Heron
- italiano: L'Airone bianco

## Titoli reali decaduti
Elisabetta II, durante il suo regno, ha avuto anche i seguenti titoli: 

### Africa
Gambia (1965-1970):
- inglese: Her Majesty Elizabeth the Second, Queen of The Gambia and of Her other Realms and Territories, Head of the Commonwealth

- italiano: Sua Maestà Elisabetta II, Regina di Gambia e degli altri Suoi Reami e Territori, Capo del Commonwealth

 Ghana (1957-1960): 
- inglese: Her Majesty Elizabeth the Second, Queen of Ghana and of Her other Realms and Territories, Head of the Commonwealth

- italiano: Sua Maestà Elisabetta II, Regina di Ghana e degli altri Suoi Reami e Territori, Capo del Commonwealth

 Kenya (1963-1964):
- inglese: Her Majesty Elizabeth the Second, Queen of Kenya and of Her other Realms and Territories, Head of the Commonwealth

- italiano: Sua Maestà Elisabetta II, Regina di Kenya e degli altri Suoi Reami e Territori, Capo del Commonwealth

 Nigeria (1960-1963):
- inglese: Her Majesty Elizabeth the Second, Queen of Nigeria and of Her other Realms and Territories, Head of the Commonwealth
- italiano: Sua Maestà Elisabetta II, Regina di Nigeria e degli altri Suoi Reami e Territori, Capo del Commonwealth

 Malawi (1964-1966): 
- inglese: Her Majesty Elizabeth the Second, by the Grace of God, Queen of Malawi and of Her other Realms and Territories, Head of the Commonwealth

- italiano: Sua Maestà Elisabetta II, per la Grazia di Dio, Regina di Malawi e degli altri Suoi Reami e Territori, Capo del Commonwealth

 Mauritius (1968-1992):
- inglese: Her Majesty Elizabeth the Second, Queen of Mauritius and of Her other Realms and Territories, Head of the Commonwealth

- italiano: Sua Maestà Elisabetta II, Regina di Mauritius e degli altri Suoi Reami e Territori, Capo del Commonwealth

/ Rhodesia (1965-1970)

 Sierra Leone (1961-1971):
- inglese: Her Majesty Elizabeth the Second, Queen of Sierra Leone and of Her other Realms and Territories, Head of the Commonwealth

- italiano: Sua Maestà Elisabetta II, Regina di Sierra Leone e degli altri Suoi Reami e Territori, Capo del Commonwealth

 Sudafrica (1952-1961):
- inglese: Her Majesty Elizabeth the Second, Queen of South Africa and of Her other Realms and Territories, Head of the Commonwealth

- italiano: Sua Maestà Elisabetta II, Regina di Sud Africa e degli altri Suoi Reami e Territori, Capo del Commonwealth

 Tanganica (1961-1962):
- inglese: Her Majesty Elizabeth the Second, Queen of Tanganyika and of Her other Realms and Territories, Head of the Commonwealth

- italiano: Sua Maestà Elisabetta II, Regina di Tanganica e degli altri Suoi Reami e Territori, Capo del Commonwealth

 Uganda (1962-1963):
- inglese: Her Majesty Elizabeth the Second, by the Grace of God, Queen of Uganda and of Her other Realms and Territories, Head of the Commonwealth

- italiano: Sua Maestà Elisabetta II, per la Grazia di Dio, Regina d'Uganda e degli altri Suoi Reami e Territori, Capo del Commonwealth

### America
Barbados (1966-2021):
- inglese: Her Majesty Elizabeth the Second, by the Grace of God, Queen of Barbados and of Her other Realms and Territories, Head of the Commonwealth

- italiano: Sua Maestà Elisabetta II, per la Grazia di Dio, Regina di Barbados e degli altri Suoi Reami e Territori, Capo del Commonwealth

 Guyana (1966-1970):
- inglese: Her Majesty Elizabeth the Second, by the Grace of God, Queen of Guyana and of Her other Realms and Territories, Head of the Commonwealth

- italiano: Sua Maestà Elisabetta II, per la Grazia di Dio, Regina di Guyana e degli altri Suoi Reami e Territori, Capo del Commonwealth

 Trinidad e Tobago (1962-1976):
- inglese: Her Majesty Elizabeth the Second, by the Grace of God, Queen of Trinidad and Tobago and of Her other Realms and Territories, Head of the Commonwealth

- italiano: Sua Maestà Elisabetta II, per la Grazia di Dio, Regina di Trinidad e Tobago e degli altri Suoi Reami e Territori, Capo del Commonwealth

### Asia
Ceylon (1952-1972):
- inglese: Her Majesty Elizabeth the Second, Queen of Ceylon and of Her other Realms and Territories, Head of the Commonwealth

- italiano: Sua Maestà Elisabetta II, Regina di Ceylon e degli altri Suoi Reami e Territori, Capo del Commonwealth

 Pakistan (1952-1956):
- inglese: Her Majesty Elizabeth the Second, Queen of the United Kingdom and of Her other Realms and Territories, Head of the Commonwealth

- italiano: Sua Maestà Elisabetta II, Regina del Regno Unito e degli altri Suoi Reami e Territori, Capo del Commonwealth

### Europa
Malta (1965-1974):
- inglese: Her Majesty Elizabeth the Second, by the Grace of God, Queen of Malta and of Her other Realms and Territories, Head of the Commonwealth

- italiano: Sua Maestà Elisabetta II, per la Grazia di Dio, Regina di Malta e degli altri Suoi Reami e Territori, Capo del Commonwealth

### Oceania
Figi (1970-1987):
- inglese: Her Majesty Elizabeth the Second, by the Grace of God, Queen of Fiji and of Her other Realms and Territories, Head of the Commonwealth

- italiano: Sua Maestà Elisabetta II, per la Grazia di Dio, Regina di Figi e degli altri Suoi Reami e Territori, Capo del Commonwealth

## Onorificenze

### Onorificenze del Regno Unito
| Nazione     | Ordine | Classe o posizione | Anno                | Note       |
| ----------- | --- | ------------------ | ------------------- | ---------- |
| Regno Unito | Ordine della famiglia reale di re Giorgio V                                                                          | Dama               | 1935                | [ 12 ]     |
| Regno Unito | Medaglia del giubileo d'argento di Giorgio V                                                                         |                    | 1935                |            |
| Regno Unito | Ordine della famiglia reale di re Giorgio VI                                                                         | Dama               | 1937                | [ 13 ]     |
| Regno Unito | Medaglia dell'incoronazione di Giorgio VI                                                                            |                    | 1937                |            |
| Regno Unito | Medaglia della Difesa                                                                                                |                    | 1945                |            |
| Regno Unito | Medaglia della guerra 1939-1945                                                                                      |                    | 1945                |            |
| Regno Unito | Nobilissimo Ordine della Giarrettiera                                                                                | Lady Reale         | 1947-1952           | L.G.       |
| Regno Unito | Venerabilissimo Ordine dell'Ospedale di San Giovanni di Gerusalemme                                                  | Dama gran croce    | 1947-1952           | G.C.St.J.  |
| Regno Unito | Ordine Imperiale della Corona d'India                                                                                | Compagna           | 12 giugno 1947-1952 | C.I.       |
| Regno Unito | Nobilissimo Ordine della Giarrettiera                                                                                | Sovrana            | 1952                |            |
| Regno Unito | Antichissimo e Nobilissimo Ordine del Cardo                                                                          | Sovrana            | 1952                |            |
| Regno Unito | Onorevolissimo Ordine del Bagno                                                                                      | Sovrana            | 1952                |            |
| Regno Unito | Illustrissimo Ordine di San Patrizio                                                                                 | Sovrana            | 1952                | quiescente |
| Regno Unito | Distintissimo Ordine di San Michele e San Giorgio                                                                    | Sovrana            | 1952                |            |
| Regno Unito | Ordine al merito indiano                                                                                             | Sovrana            | 1952                | quiescente |
| Regno Unito | Ordine dell'India britannica                                                                                         | Sovrana            | 1952                | quiescente |
| Regno Unito | Esaltatissimo Ordine della Stella d'India                                                                            | Sovrana            | 1952                | quiescente |
| Regno Unito | Ordine del Servizio Distinto                                                                                         | Sovrana            | 1952                |            |
| Regno Unito | Eminentissimo Ordine dell'Impero indiano                                                                             | Sovrana            | 1952                | quiescente |
| Regno Unito | Ordine Imperiale della Corona d'India                                                                                | Sovrana            | 1952                | quiescente |
| Regno Unito | Venerabilissimo Ordine dell'Ospedale di San Giovanni di Gerusalemme                                                  | Sovrana capo       | 1952                |            |
| Regno Unito | Ordine reale vittoriano                                                                                              | Sovrana            | 1952                |            |
| Regno Unito | Ordine al merito | Sovrana            | 1952                |            |
| Regno Unito | Ordine del Servizio Imperiale                                                                                        | Sovrana            | 1952                |            |
| Regno Unito | Eccellentissimo Ordine dell'Impero Britannico                                                                        | Sovrana            | 1952                |            |
| Regno Unito | Ordine dei Compagni d'Onore                                                                                          | Sovrana            | 1952                |            |
| Regno Unito | Ordine di Birmania                                                                                                   | Sovrana            | 1952                | quiescente |
| Regno Unito | Ordine della famiglia reale di re Giorgio IV                                                                         | Sovrana            | 1952                | quiescente |
| Regno Unito | Ordine reale di Vittoria ed Alberto                                                                                  | Sovrana            | 1952                | quiescente |
| Regno Unito | Ordine della famiglia reale di re Edoardo VII                                                                        | Sovrana            | 1952                | quiescente |
| Regno Unito | Ordine della famiglia reale di re Giorgio V                                                                          | Sovrana            | 1952                | quiescente |
| Regno Unito | Ordine della famiglia reale di re Giorgio VI                                                                         | Sovrana            | 1952                | quiescente |
| Regno Unito | Ordine della famiglia reale della regina Elisabetta II                                                               | Sovrana            | 1953                | fondatrice |
| Regno Unito | Medaglia navale per anzianità di servizio e buona condotta con 5 barrette                                            |                    | 11 ottobre 2016     |            |
| Regno Unito | Medaglia per anzianità di servizio e buona condotta con 5 barrette (militare)                                        |                    | 11 ottobre 2016     |            |
| Regno Unito | Medaglia della RAF per anzianità di servizio e buona condotta con 5 barrette                                         |                    | 11 ottobre 2016     |            |
| Regno Unito | Medaglia di Servizio con Estensione per Ultra Servizio (ULS) dell'Ordine di San Giovanni barretta e tre stelle d'oro |                    | 11 marzo 2020       |            |
| Regno Unito | Croce di Canterbury                                                                                                  |                    | 21 giugno 2022      | [ 17 ]     |

### Onorificenze degli altri reami del Commonwealth
| Nazione                      | Ordine                                                 | Classe o posizione | Anno             | Note       |
| ---------------------------- | ------------------------------------------------------ | ------------------ | ---------------- | ---------- |
| Antigua e Barbuda            | Ordine dell'Eroe nazionale                             | Sovrana            | 31 dicembre 1998 | fondatrice |
| Antigua e Barbuda            | Ordine della Nazione                                   | Sovrana            | 31 dicembre 1998 | fondatrice |
| Antigua e Barbuda            | Esaltatissimo Ordine al merito                         | Sovrana            | 31 dicembre 1998 | fondatrice |
| Antigua e Barbuda            | Ordine dell'Eredità principesca                        | Sovrana            | 31 dicembre 1998 | fondatrice |
| Australia                    | Ordine dell'Australia                                  | Sovrana capo       | 14 febbraio 1975 | fondatrice |
| Bahamas                      | Ordine al merito                                       | Sovrana            | 2016             | fondatrice |
| Bahamas                      | Ordine dell'Eroe nazionale                             | Sovrana            | 2016             | fondatrice |
| Bahamas                      | Ordine della Nazione                                   | Sovrana            | 2016             | fondatrice |
| Bahamas                      | Ordine dell'Eccellenza                                 | Sovrana            | 2016             | fondatrice |
| Bahamas                      | Ordine della Distinzione                               | Sovrana            | 2016             | fondatrice |
| Bahamas                      | Ordine Lignum Vitae                                    | Sovrana            | 2016             | fondatrice |
| Barbados                     | Ordine di Barbados                                     | Sovrana            | 27 luglio 1980   | fondatrice |
| Belize                       | Ordine dell'Eroe nazionale                             | Sovrana            | 16 agosto 1991   | fondatrice |
| Belize                       | Ordine del Belize                                      | Sovrana            | 16 agosto 1991   | fondatrice |
| Belize                       | Ordine della Distinzione                               | Sovrana            | 16 agosto 1991   | fondatrice |
| Canada                       | Decorazione delle Forze Armate canadesi con 5 barrette |                    | 1951             | C.D.*****  |
| Canada                       | Ordine del Canada                                      | Sovrana            | 17 aprile 1967   | fondatrice |
| Canada                       | Ordine del merito militare                             | Sovrana            | 1º luglio 1972   | fondatrice |
| Canada                       | Ordine al merito delle Forze di polizia                | Sovrana            | 3 ottobre 2000   | fondatrice |
| Canada (Columbia Britannica) | Ordine del corniolo                                    | Membro             | 1971             | O.D.       |
| Canada (Manitoba)            | Ordine della Caccia al bufalo                          | Capo cacciatore    | 1957             | [ 23 ]     |
| Grenada                      | Prestigioso Ordine dell'Eroe Nazionale                 | Sovrana            | 2007             | fondatrice |
| Grenada                      | Ordine di Grenada                                      | Sovrana            | 2007             | fondatrice |
| Isole Salomone               | Ordine della stella                                    | Sovrana            | 1982             | fondatrice |
| Isole Salomone               | Ordine delle Isole Salomone                            | Membro di I classe | 1982             | fondatrice |
| Nuova Zelanda                | Ordine del Servizio della Regina                       | Sovrana capo       | 13 marzo 1975    | fondatrice |
| Nuova Zelanda                | Ordine della Nuova Zelanda                             | Sovrana            | 6 febbraio 1987  | fondatrice |
| Nuova Zelanda                | Ordine al merito della Nuova Zelanda                   | Sovrana            | 30 maggio 1996   | fondatrice |
| Papua Nuova Guinea           | Ordine di Logohu                                       | Sovrana            | 2005             | fondatrice |
| Papua Nuova Guinea           | Ordine della Stella di Melanesia                       | Sovrana            | 2005             | fondatrice |
| Saint Kitts e Nevis          | Ordine dell'eroe nazionale                             | Sovrana            | 1997             | fondatrice |
| Saint Kitts e Nevis          | Ordine di Saint Christopher e Nevis                    | Sovrana            | 2005             | fondatrice |
| Saint Lucia                  | Ordine di Santa Lucia                                  | Sovrana            | 1980             | fondatrice |
| Tuvalu                       | Ordine al merito di Tuvalu                             | Sovrana            | 2016             | fondatrice |

### Onorificenze degli altri paesi del Commonwealth
| Nazione           | Titolo o ordine                                           | Posizione o classe                    | Anno             | Nota                 |
| ----------------- | --------------------------------------------------------- | ------------------------------------- | ---------------- | -------------------- |
| Botswana          | Ordine presidenziale del Botswana                         | Membro                                | 1979             | P.O.B.               |
| Brunei            | Ordine della famiglia reale della Corona del Brunei       | Collare                               | 1992             | D.K.M.B.             |
| Brunei            | Medaglia per il giubileo d'argento del sultano del Brunei |                                       | 5 ottobre 1992   | [ 15 ]               |
| Dominica          | Premio d'onore di Dominica                                |                                       | 1985             | D.A.H.               |
| Gambia            | Ordine della Repubblica di Gambia                         | Gran commendatore                     | 1974             | G.C.R.G.             |
| Ghana             | Ordine della Stella del Ghana                             | Compagna                              | 2007             | C.S.G.               |
| Kenya             | Ordine del Cuore d'oro                                    | Capo                                  | 1972             | C.G.H.               |
| Malawi            | Ordine del Leone                                          | Gran commendatore                     | 1979             | [ 15 ] [ 40 ]        |
| Malaysia          | Ordine della Corona del reame                             | Membro                                | 1972             | D.M.N.               |
| Maldive           | Ordine di Nishan-i-Ghazi                                  | I classe                              | 1972             | [ 15 ] [ 42 ]        |
| Malta             | Ordine nazionale al merito                                | Compagna d'onore onoraria             | 28 maggio 1992   | K.U.O.M.             |
| Malta             | Ordine nazionale al merito                                | Compagna d'onore onoraria con collare | 23 ottobre 2000  | K.U.O.M.             |
| Malta             | Xirka Ġieħ ir-Repubblika                                  | Membro onorario                       | 23 novembre 2005 | S.G.                 |
| Nigeria           | Ordine del Niger                                          | Gran commendatore                     | 1969             | G.C.O.N.             |
| Nigeria           | Ordine della Repubblica Federale di Nigeria               | Gran commendatore                     | 1989             | G.C.F.R.             |
| Pakistan          | Ordine del Pakistan                                       | Dama di I classe                      | 1961             | NPk.                 |
| Pakistan          | Ordine del Pakistan                                       | Dama di I classe                      | 1997             | NPk.                 |
| Singapore         | Ordine di Temasek                                         | Membro di I classe                    | 1972             | DUT (First Class)    |
| Sudafrica         | Ordine della Buona Speranza                               | Dama di gran croce                    | 21 marzo 1995    | [ 15 ] [ 51 ] [ 52 ] |
| Tonga             | Ordine della regina Salote Tupou III                      | Dama di gran croce                    | 1953             | D-GCQS               |
| Trinidad e Tobago | Trinity Cross                                             | Croce d'oro                           | 1985             | T.C.                 |

### Onorificenze degli altri paesi
| Nazione             | Titolo o Ordine                                        | Classe o posizione                               | Anno                | Nota                 |
| ------------------- | ------------------------------------------------------ | ------------------------------------------------ | ------------------- | -------------------- |
| Abu Dhabi           | Ordine di Al Nahyan                                    | Membro di I classe                               | 1969                | [ 15 ]               |
| Afghanistan         | Ordine del Sole supremo                                | Collare                                          | 1971-1973           | [ 15 ]               |
| Arabia Saudita      | Ordine del re Abd al-Aziz                              | Collare                                          | 1979                | [ 15 ] [ 55 ] [ 56 ] |
| Arabia Saudita      | Gran Collare di Badr                                   |                                                  | 1979                |                      |
| Argentina           | Ordine del liberatore San Martín                       | Gran collare                                     | 1960                | [ 15 ]               |
| Austria             | Ordine al merito della Repubblica austriaca            | Grande stella                                    | 1966                | [ 15 ] [ 57 ]        |
| Bahrein             | Ordine di Khalifa                                      | Collare                                          | 1979                | [ 15 ]               |
| Belgio              | Ordine di Leopoldo                                     | Gran cordone                                     | 1963                | [ 15 ]               |
| Brasile             | Ordine nazionale della Croce del Sud                   | Gran collare                                     | 1968                | [ 15 ] [ 58 ]        |
| Camerun             | Ordine del Valore                                      | Gran cordone                                     | 1963                | [ 15 ] [ 59 ]        |
| Cile                | Ordine al merito                                       | Gran collare                                     | 1965                | [ 15 ]               |
| Colombia            | Ordine di Boyacá                                       | Gran collare                                     | 1993                | [ 15 ]               |
| Corea del Sud       | Ordine di Mugunghwa                                    | Dama                                             | 1986                | [ 15 ] [ 60 ]        |
| Costa d'Avorio      | Ordine nazionale della Costa d'Avorio                  | Collare                                          | 1961                | [ 15 ]               |
| Croazia             | Grand'ordine del re Tomislavo                          | Dama di gran croce                               | 12 dicembre 2001    | [ 61 ] [ 62 ]        |
| Danimarca           | Ordine dell'Elefante                                   | Dama                                             | 16 novembre 1947    | R.E.                 |
| Egitto              | Ordine delle Virtù                                     | Membro di classe suprema                         | 1948                | [ 15 ]               |
| Egitto              | Ordine del Nilo                                        | Collare                                          | 6 novembre 1975     | [ 15 ]               |
| Emirati Arabi Uniti | Ordine della Federazione                               | Collare                                          | 1989                | [ 15 ]               |
| Emirati Arabi Uniti | Ordine di Zayed                                        | Collare                                          | 25 novembre 2010    | [ 63 ]               |
| Estonia             | Ordine della Croce della Terra Mariana                 | Collare                                          | 19 ottobre 2006     | [ 64 ] [ 65 ]        |
| Impero d'Etiopia    | Ordine di Salomone                                     | Dama                                             | 1954-1974           | [ 15 ]               |
| Finlandia           | Ordine della Rosa bianca                               | Commendatore di gran croce con collare           | 1961                | [ 15 ]               |
| Francia             | Legion d'onore                                         | Gran croce                                       | 1948                | [ 15 ]               |
| Gabon               | Ordine della Stella equatoriale                        | Collare                                          | 1969                | [ 15 ]               |
| Georgia             | Ordine del Vello d'oro                                 |                                                  | 2002                | [ senza fonte ]      |
| Germania Ovest      | Ordine al merito della Repubblica Federale di Germania | Classe speciale della gran croce                 | 29 settembre 1958   | [ 15 ]               |
| Giappone            | Ordine del Crisantemo                                  | Collare                                          | 1962                | [ 15 ]               |
| Giordania           | Ordine di Hussein ibn' Ali                             | Collare                                          | 1953                | [ 15 ]               |
| Grecia              | Ordine di Sant'Olga e Santa Sofia                      | Dama di gran croce                               | 1950                | [ senza fonte ]      |
| Grecia              | Ordine del Salvatore                                   | Dama di gran croce                               | 1963                | [ 15 ]               |
| Grecia              | Ordine della Fenice                                    | Dama di gran croce                               | 1963                | [ senza fonte ]      |
| Indonesia           | Ordine della stella della Repubblica d'Indonesia       | I classe                                         | 1974                | [ 15 ] [ 66 ]        |
| Iran                | Ordine dei Pahlavi                                     | Gran collare                                     | 1959-1976           | [ senza fonte ]      |
| Iraq                | Ordine degli Hashemiti                                 | Gran collare                                     | 1956-1958           | [ 15 ]               |
| Islanda             | Ordine del Falcone                                     | Dama di gran croce decorata con collare          | 1963                | [ 15 ]               |
| Italia              | Ordine al merito della Repubblica italiana             | Cavaliere di gran croce decorata di gran cordone | 9 maggio 1958       | [ 15 ] [ 67 ]        |
| Jugoslavia          | Ordine della Grande stella di Jugoslavia               | Dama di gran stella                              | 1972-1992           | [ 15 ]               |
| Kazakistan          | Ordine dell'Aquila d'oro                               | Membro                                           | 2000                |                      |
| Kuwait              | Ordine di Mubarak il Grande                            | Collare                                          | 1979                | [ 15 ]               |
| Kuwait              | Ordine del Kuwait                                      | Membro di classe speciale                        | 1995                | [ 15 ]               |
| Lettonia            | Ordine delle Tre stelle                                | Commendatore di gran croce con collare           | 1996                |                      |
| Liberia             | Ordine dei Pionieri della Liberia                      | Gran croce                                       | 1961                | [ 15 ]               |
| Liberia             | Ordine della Stella d'Africa                           | Dama di gran croce                               | 1962                | [ 15 ]               |
| Liberia             | Ordine dei Pionieri della Liberia                      | Dama di gran cordone con collare                 | 1979                | [ 15 ]               |
| Libia               | Ordine di Idris I                                      | Gran collare                                     | 1º maggio 1954-1955 | [ 15 ]               |
| Lituania            | Ordine di Vytautas il Grande                           | Gran croce con collare                           | 17 ottobre 2006     |                      |
| Lussemburgo         | Ordine del Leone d'oro di Nassau                       | Dama                                             | 1972                | [ 15 ]               |
| Mali                | Ordine nazionale del Mali                              | Dama di gran croce                               | 1961                |                      |
| Marocco             | Ordine della Sovranità                                 | Membro di classe speciale                        | 1980                | [ 15 ]               |
| Messico             | Ordine dell'Aquila azteca                              | Collare                                          | 1973                | [ 15 ]               |
| Nepal               | Ordine del Sovrano Benevolo                            | Membro                                           | 1949                | [ 15 ]               |
| Nepal               | Catena di Mahendra                                     | Membro                                           | 1961                | [ 15 ]               |
| Norvegia            | Ordine reale norvegese di Sant'Olav                    | Gran croce con collare                           | 1955                | [ 15 ]               |
| Oman                | Ordine civile dell'Oman                                | Membro di classe speciale                        | 1979                | [ 15 ]               |
| Oman                | Ordine di Al Sa'id                                     | Collare                                          | 1982                | [ 15 ]               |
| Paesi Bassi         | Ordine del Leone dei Paesi Bassi                       | Dama di gran croce                               | 1950                | [ 15 ] [ 68 ]        |
| Panama              | Ordine di Manuel Amador Guerrero                       | Collare d'oro                                    | 29 novembre 1953    | [ 15 ]               |
| Perù                | Ordine del Sole del Perù                               | Gran croce con brillanti                         | 1960                | [ 15 ]               |
| Perù                | Ordine al Merito per Servizio Distinto                 | Gran croce                                       | 1998                | [ 15 ]               |
| Polonia             | Ordine al merito della Repubblica di Polonia           | Gran croce                                       | 1991                | [ 15 ]               |
| Polonia             | Ordine dell'Aquila Bianca                              | Dama                                             | 25 marzo 1996       | [ 15 ]               |
| Portogallo          | Fascia dei tre ordini                                  |                                                  | 25 ottobre 1955     | [ 15 ] [ 69 ]        |
| Portogallo          | Ordine di San Giacomo della Spada                      | Gran collare                                     | 14 agosto 1979      | [ 15 ] [ 69 ]        |
| Portogallo          | Ordine della Torre e della spada                       | Gran collare                                     | 27 aprile 1993      | [ 69 ]               |
| Qatar               | Collare dell'Indipendenza                              |                                                  | 1979                | [ 15 ]               |
| Rep. Ceca           | Ordine del Leone bianco                                | I classe con collare                             | 1996                | [ 15 ]               |
| Romania             | Ordine della Stella di Romania                         | I classe                                         | 1978-1989           | [ 15 ] [ 70 ]        |
| Romania             | Ordine della Stella di Romania                         | Collare                                          | 2000                | [ 71 ]               |
| San Marino          | Ordine equestre per il merito civile e militare        | Collare                                          | 2022                | [ 72 ]               |
| Senegal             | Ordine del Leone                                       | Collare                                          | 1961                | [ 15 ]               |
| Slovacchia          | Ordine della Doppia croce bianca                       | Membro di I classe                               | 2008                |                      |
| Slovenia            | Ordine d'oro della Libertà                             |                                                  | 2001                |                      |
| Slovenia            | Ordine per meriti eccezionali                          |                                                  | 2008                |                      |
| Spagna              | Reale e Distinto Ordine spagnolo di Carlo III          | Fascia di dama con collare                       | 18 aprile 1986      | [ 15 ] [ 73 ]        |
| Spagna              | Ordine del Toson d'oro                                 | Dama                                             | 5 maggio 1989       | [ 15 ] [ 74 ]        |
| Sudan               | Collare d'onore                                        |                                                  | 1964                | [ 15 ]               |
| Svezia              | Reale Ordine dei Serafini                              | Membro                                           | 26 maggio 1953      | [ 15 ]               |
| Thailandia          | Ordine della Casata reale di Chakri                    | Dama                                             | 1960                | [ 15 ]               |
| Tunisia             | Ordine dell'Indipendenza                               | Gran collare                                     | 1961                | [ 15 ]               |
| Tunisia             | Ordine della Repubblica                                | Gran collare                                     | 1980                | [ 15 ]               |
| Turchia             | Ordine di Stato della Repubblica di Turchia            | Membro di I classe                               | 14 maggio 2008      | [ 75 ]               |
| Ungheria            | Ordine al merito della Repubblica ungherese            | Gran croce con collare                           | 1991                | [ 15 ]               |
| Zaire               | Ordine nazionale del Leopardo                          | Gran cordone                                     | 1973                | [ 15 ]               |

## Posizioni militari onorarie
| Forza militare              | Unità                                                                                | Posizione                    | Anno       |
| --------------------------- | ------------------------------------------------------------------------------------ | ---------------------------- | ---------- |
| Esercito Britannico         | Grenadier Guards                                                                     | Colonnello                   | 1942-1952  |
| Esercito Britannico         | Argyll and Sutherland Highlanders (Princess Louise's)                                | Colonnello in Capo           | 1947-2006  |
| Esercito Britannico         | 16th/5th Queen's Royal Lancers                                                       | Colonnello in Capo           | 1947-1994  |
| South African Army          | Royal Durban Light Infantry                                                          | Colonnello in Capo           | 1947-1961  |
| Esercito Canadese           | Le Régiment de la Chaudière                                                          | Colonnello in Capo           | 1947-2022  |
| Esercito Canadese           | 48th Highlanders of Canada                                                           | Colonnello in Capo           | 1947-2022  |
| Esercito Sudafricano        | South African Railways and Harbours Brigade                                          | Colonnello in Capo           | 1947-1961  |
| Esercito Britannico         | Women's Royal Army Corps                                                             | Brigadiere Onorario          | 1949- 2022 |
| Esercito Canadese           | The Argyll and Sutherland Highlanders of Canada (Princess Louise's)                  | Colonnello in Capo           | 1950-2022  |
| Esercito Britannico         | The Life Guards                                                                      | Colonnello in Capo           | 1952-2022  |
| Esercito Britannico         | Royal Horse Guards                                                                   | Colonnello in Capo           | 1952-2022  |
| Esercito Britannico         | Grenadier Guards                                                                     | Colonnello in Capo           | 1952-2022  |
| Esercito Britannico         | Coldstream Guards                                                                    | Colonnello in Capo           | 1952-2022  |
| Esercito Britannico         | Scots Guards                                                                         | Colonnello in Capo           | 1952-2022  |
| Esercito Britannico         | Irish Guards                                                                         | Colonnello in Capo           | 1952-2022  |
| Esercito Britannico         | Welsh Guards                                                                         | Colonnello in Capo           | 1952-2022  |
| Esercito Britannico         | Royal Regiment of Artillery                                                          | Capitano Generale            | 1952-2022  |
| Esercito Britannico         | Royal Engineers                                                                      | Colonnello in Capo           | 1952-2022  |
| Esercito Britannico         | Honourable Artillery Company                                                         | Capitano Generale            | 1952-2022  |
| Esercito Canadese           | Royal Regiment of Canadian Artillery                                                 | Capitano Generale            | 1952-2022  |
| Esercito Canadese           | The Governor General's Horse Guards                                                  | Colonnello in Capo           | 1952-2022  |
| Esercito Sudafricano        | Imperial Light Horse                                                                 | Colonnello in Capo           | 1952-1961  |
| Esercito Britannico         | Royal Scots Greys                                                                    | Colonnello in Capo           | 1953-1971  |
| Esercito Britannico         | Royal Tank Regiment                                                                  | Colonnello in Capo           | 1953-2022  |
| Esercito Britannico         | Royal Welch Fusiliers                                                                | Colonnello in Capo           | 1953-2006  |
| Esercito Britannico         | The Loyal Regiment                                                                   | Colonnello in Capo           | 1953-1970  |
| Esercito Britannico         | The King's Royal Rifle Corps                                                         | Colonnello in Capo           | 1953-1966  |
| Esercito Britannico         | Royal Army Ordnance Corps                                                            | Colonnello in Capo           | 1953-1956  |
| Esercito Britannico         | The Queen's Own Worcestershire Hussars                                               | Colonnello Onorario          | 1953-1956  |
| Esercito Britannico         | Combined Cadet Force                                                                 | Capitano Generale            | 1953-2022  |
| Royal Air Force             | Royal Auxiliary Air Force                                                            | Commodoro Aereo in Capo      | 1953-2022  |
| Royal Air Force             | Royal Air Force Regiment                                                             | Commodoro Aereo in Capo      | 1953-2022  |
| Royal Air Force             | Royal Observer Corps                                                                 | Commodoro Aereo in Capo      | 1953-2022  |
| Royal Air Force             | RAF College Cranwell                                                                 | Comandante in Capo           | 1953-2022  |
| Esercito Britannico         | Royal West African Frontier Force                                                    | Colonnello in Capo           | 1953-1959  |
| Esercito Britannico         | The King's African Rifles                                                            | Colonnello in Capo           | 1953-1964  |
| Esercito Britannico         | Northern Rhodesia Regiment                                                           | Colonnello in Capo           | 1953-1964  |
| Esercito Britannico         | Royal Malta Artillery                                                                | Colonnello in Capo           | 1953-1974  |
| Esercito Britannico         | The King's Own Malta Regiment                                                        | Colonnello in Capo           | 1953-1972  |
| Esercito Canadese           | The King's Own Calgary Regiment                                                      | Colonnello in Capo           | 1953-2022  |
| Esercito Canadese           | Corps of Royal Canadian Engineers                                                    | Colonnello in Capo           | 1953-1967  |
| Esercito Canadese           | Royal 22e Régiment                                                                   | Colonnello in Capo           | 1953-2022  |
| Esercito Canadese           | Governor General's Foot Guards                                                       | Colonnello in Capo           | 1953-2022  |
| Esercito Canadese           | The Canadian Grenadier Guards                                                        | Colonnello in Capo           | 1953-2022  |
| Esercito Canadese           | The Carleton and York Regiment                                                       | Colonnello in Capo           | 1953-1956  |
| Esercito Canadese           | The Canadian Guards                                                                  | Colonnello in Capo           | 1953-2022  |
| Esercito Canadese           | The Royal New Brunswick Regiment                                                     | Colonnello in Capo           | 1956-2022  |
| Esercito Canadese           | Royal Canadian Mounted Police                                                        | Commissario Onorario         | 1953-2022  |
| Royal Canadian Air Force    | Royal Canadian Air Force Auxiliary                                                   | Commodoro Aereo in Capo      | 1953-2022  |
| Esercito Australiano        | Royal Regiment of Australian Artillery                                               | Capitano Generale            | 1953-2022  |
| Esercito Australiano        | Royal Australian Engineers                                                           | Colonnello in Capo           | 1953-2022  |
| Esercito Australiano        | Royal Australian Infantry Corps                                                      | Colonnello in Capo           | 1953       |
| Esercito Australiano        | Royal Australian Army Ordnance Corps                                                 | Colonnello in Capo           | 1953-2022  |
| Esercito Australiano        | Royal Australian Army Nursing Corps                                                  | Colonnello in Capo           | 1953-2022  |
| Royal Australian Air Force  | Australian Citizen Air Force                                                         | Commodoro Aereo in Capo      | 1953-2022  |
| Esercito Neozelandese       | Royal Regiment of New Zealand Artillery                                              | Capitano Generale            | 1953-2022  |
| Esercito Neozelandese       | Royal New Zealand Armoured Corps                                                     | Capitano Generale            | 1953-2022  |
| Esercito Neozelandese       | Corps of Royal New Zealand Engineers                                                 | Colonnello in Capo           | 1953-2022  |
| Esercito Neozelandese       | The Countess of Ranfurly's Own Auckland Regiment                                     | Colonnello in Capo           | 1953-1964  |
| Esercito Neozelandese       | Wellington Regiment                                                                  | Colonnello in Capo           | 1953-1964  |
| Royal New Zealand Air Force | Territorial Air Force of New Zealand                                                 | Commodoro Aereo in Capo      | 1953-2022  |
| Esercito Sudafricano        | Royal Natal Carbineers                                                               | Colonnello in Capo           | 1953-1961  |
| Esercito Sudafricano        | Kaffrarian Rifles                                                                    | Colonnello in Capo           | 1953-1961  |
| Esercito Britannico         | Royal Rhodesia Regiment                                                              | Colonnello in Capo           | 1953-1970  |
| Esercito Britannico         | The Duke of Lancaster's Own Yeomanry                                                 | Colonnello in Capo           | 1953-2022  |
| Esercito Britannico         | The Queen's Own Nigeria Regiment                                                     | Colonnello in Capo           | 1956-1963  |
| Esercito Britannico         | The Queen's Own Warwickshire and Worcestershire Yeomanry                             | Colonnello Onorario          | 1956-2022  |
| Esercito Canadese           | Royal Canadian Ordnance Corps                                                        | Colonnello in Capo           | 1958-2022  |
| Esercito Ghanese            | Ghana Regiment of Infantry                                                           | Colonnello in Capo           | 1959-1960  |
| Esercito Britannico         | Royal Nigerian Military Forces                                                       | Colonnello in Capo           | 1959-1963  |
| Esercito Britannico         | Royal Sierra Leone Military Forces                                                   | Colonnello in Capo           | 1959-1971  |
| Esercito Neozelandese       | Royal New Zealand Infantry Regiment                                                  | Colonnello in Capo           | 1964-2022  |
| Esercito Britannico         | Malawi Rifles                                                                        | Colonnello in Capo           | 1964-2022  |
| Esercito Britannico         | Royal Green Jackets                                                                  | Colonnello in Capo           | 1966-2022  |
| Esercito Britannico         | Blues and Royals                                                                     | Colonnello in Capo           | 1969-2022  |
| Esercito Britannico         | The Queen's Lancashire Regiment                                                      | Colonnello in Capo           | 1970-2022  |
| Esercito delle Figi         | Royal Fiji Military Forces                                                           | Colonnello in Capo           | 1970-1987  |
| Esercito Britannico         | Royal Scots Dragoon Guards                                                           | Colonnello in Capo           | 1971-2022  |
| Esercito Britannico         | The Queen's Own Yeomanry                                                             | Colonnello in Capo           | 1971-1999  |
| Esercito Britannico         | The Queen's Own Mercian Yeomanry                                                     | Colonnello in Capo           | 1973-1992  |
| Esercito Britannico         | Corps of Royal Military Police                                                       | Colonnello in Capo           | 1977-2022  |
| Forze Canadesi              | Canadian Forces Military Engineers Branch                                            | Colonnello in Capo           | 1977-2022  |
| Esercito Neozelandese       | Royal New Zealand Army Ordnance Corps                                                | Colonnello in Capo           | 1977-1996  |
| Royal Air Force             | Royal Air Force Marham                                                               | Commodoro Aereo Onorario     | 1977-2022  |
| Forze Canadesi              | The Calgary Highlanders                                                              | Colonnello in Capo           | 1981-2022  |
| Esercito Britannico         | Royal Army Chaplains' Department                                                     | Patrono                      | 1992-2022  |
| Esercito Britannico         | Adjutant General's Corps                                                             | Colonnello in Capo           | 1992-2022  |
| Esercito Britannico         | The Queen's Gurkha Engineers                                                         | Colonnello in Capo Affiliato | 1993-2022  |
| Esercito Britannico         | Royal Mercian and Lancastrian Yeomanry                                               | Colonnello in Capo           | 1994-2022  |
| Esercito Britannico         | The Queen's Royal Lancers                                                            | Colonnello in Capo           | 1994-2022  |
| Royal Air Force             | 603 (City of Edinburgh) Squadron                                                     | Commodoro Aereo Onorario     | 2000-2022  |
| Esercito Britannico         | The Royal Welsh                                                                      | Colonnello in Capo           | 2006-2022  |
| Esercito Britannico         | The Royal Regiment of Scotland                                                       | Colonnello in Capo           | 2006-2022  |
| Esercito Britannico         | The Argyll and Sutherland Highlanders, 5th Battalion, The Royal Regiment of Scotland | Colonnello Reale             | 2006-2022  |

## Titoli e onorificenze non nazionali
| Nazione     | Organizzazione o località                         | Titolo od onorificenza | Anno      | Note         |
| ----------- | ------------------------------------------------- | ---------------------- | --------- | ------------ |
| Regno Unito | Royal Society                                     | Royal Fellow           | 1947-1952 | RFRS         |
| Regno Unito | Worshipful Company of Drapers                     | Freeman                | 1947      |              |
| Regno Unito | Royal Borough of Windsor and Maidenhead           | Freeman                | 1947      |              |
| Regno Unito | Royal Burgh of Stirling                           | Burgess                | 1948      |              |
| Regno Unito | City of London                                    | Freeman                | 1948      |              |
| Regno Unito | City of Cardiff                                   | Freeman                | 1948      |              |
| Regno Unito | City of Edinburgh                                 | Freeman                | 1949      |              |
| Regno Unito | City of Belfast                                   | Freeman                | 1949      |              |
| Regno Unito | Royal College of Surgeons                         | Fellow Onorario        | 1951      | FRCS (hon.)  |
| Regno Unito | Royal College of Obstetricians and Gynaecologists | Fellow Onorario        | 1951      | FRCOG (hon.) |
| Stati Uniti | City of Philadelphia                              | Freedom of the City    | 1976      |              |

## Titoli accademici (honoris causa)
Da quando è salita al trono, Elisabetta non ha accettato lauree honoris causa in quanto questo la porrebbe tecnicamente sotto la giurisdizione del Rettore dell'Università, posizione non adatta a un sovrano regnante.
| Nazione     | Istituzione             | Laurea         | Anno |
| ----------- | ----------------------- | -------------- | ---- |
| Regno Unito | Università di Londra    | Musica         | 1946 |
| Regno Unito | Università di Oxford    | Diritto Civile | 1948 |
| Regno Unito | Università del Galles   | Musica         | 1949 |
| Regno Unito | Università di Edimburgo | Legge          | 1951 |
| Regno Unito | Università di Londra    | Legge          | 1951 |